# Eselsbrücke (Spiel)
Eselsbrücke ist ein Gesellschaftsspiel von Stefan Dorra und Ralf zur Linde mit Illustrationen von Michael Menzel. Das Spiel erschien erstmals 2011 bei Schmidt Spiele unter der Redaktion von Thorsten Gimmler und war 2012 für die Auszeichnung „Spiel des Jahres“ nominiert.

## Spielidee
In Eselsbrücke geht es darum, aus drei oder mehr Begriffen eine kurze Geschichte zu bilden, die den Mitspielern als „Eselsbrücke“ dienen soll. Erinnern sich die Spieler einige Runden später noch korrekt an die Begriffe, erhalten sie dafür Siegpunkte, andersherum kann es für falsche oder fehlende Erinnerungen aber auch Strafpunkte geben.
Das Spielmaterial umfasst:
- 180 Bildplättchen mit Begriffen
- 30 Stopp-Plättchen
- 6 Ablagetafeln für die Spieler/Teams
- 1 „Denkblase“
- 1 Eselfigur aus Holz
- 1 Leinensack

Im April 2012 erschien das Spiel in einer Neuauflage mit einigen Regeländerungen. Darin wurden unter anderem die – von vielen Spielern als zu drastisch empfundenen – Strafpunkteregeln abgemildert und die Rundenzahl für das normale Spiel auf sechs gesenkt. Der im Folgenden beschriebene Ablauf basiert auf der Neuauflage des Spiels.

### Spielablauf
Gespielt wird mit 180 Bildplättchen, die jeweils einen bestimmten Begriff zeigen. Reihum ziehen die Spieler verdeckt jeweils drei Plättchen und bilden aus den Begriffen eine möglichst einprägsame Erzählung. So könnte ein Spieler mit den Begriffen Stau, Schneewittchen und Drei beispielsweise folgende Geschichte erzählen (Beispiel aus der Anleitung): „An unserer Schule hat die Theater-AG gestern das Stück Schneewittchen und die drei Zwerge gespielt. Klar, eigentlich sollten es sieben Zwerge sein, aber die anderen Zwerge sind in einem Stau stecken geblieben und kamen nicht mehr rechtzeitig zur Vorstellung.“ Die verwendeten Plättchen legt der Spieler anschließend verdeckt als Stapel auf seiner Ablagetafel ab.
In der dritten und vierten Runde steigt die Anzahl der Begriffe an, die durch eine Geschichte verknüpft werden müssen. Außerdem werden nun auch die Eselsbrücken der ersten Runden aufgelöst: Nacheinander verteilt jeder Spieler die Plättchen aus seiner Geschichte einzeln und verdeckt an die Mitspieler. Mit dem zugeteilten Plättchen als Gedächtnisstütze müssen sie nun einen jeweils anderen Begriff aus derselben Geschichte nennen. Gelingt ihnen dies, erhalten sie dafür einen Siegpunkt, andernfalls müssen sie bereits gewonnene Siegpunkte als Strafe abgeben. Haben die Mitspieler alle Begriffe fehlerlos aufzählen können, erhält auch der Geschichtenerzähler eine Belohnung für seine gelungene „Eselsbrücke“ in Form eines Stopp-Plättchens. Dieses zählt ebenfalls als Siegpunkt und schützt zudem alle seine bereits gesammelten Siegpunkte.
In der fünften und sechsten Runde werden schließlich nur noch die Geschichten der dritten und vierten Runde aufgelöst, jedoch keine neuen mehr erzählt. Es gewinnt, wer bis Spielende die meisten Siegpunkte sammeln konnte.
Die ursprünglichen Spielregeln sahen ein Spiel über sieben Runden sowie höhere Strafen für Fehler vor, wodurch das Spiel bei gleicher Spielerzahl länger und schwieriger war. Diese Regeln sind der Neuauflage als „Variante für Experten“ mit entsprechendem Spielmaterial beigefügt.

## Auszeichnungen und Kritiken
2012 war Eselsbrücke in der Neuauflage für die Auszeichnung „Spiel des Jahres“ nominiert, die Jury schrieb in ihrer Begründung hierzu:

„Eselsbrücken ermöglichen es, sich bestimmte Sachverhalte zu merken. Diese altbekannte Erinnerungstechnik wird in diesem familientauglichen Spiel mit 180 liebevoll gezeichneten Begriffsplättchen auf besonders kreative Weise gelehrt. Das Erfinden fantasievoller Geschichten fördert die Kommunikation und bringt die Menschen nebenbei auch zum Schmunzeln. Hervorzuheben sind die vereinfachten Regeln der überarbeiteten und nun ausgezeichneten Neuauflage.“

2011 wurde Illustrator Michael Menzel mit dem „Graf Ludo“ für die „Beste Familienspielgrafik“ ausgezeichnet.
Die Kritiken zu Eselsbrücke fielen positiv bis sehr positiv aus. Die Rezensenten beschrieben das Spiel als unterhaltsames Kommunikations- und Partyspiel, das jedoch vor allem von der Kreativität der Mitspieler sowie der Bereitschaft, originelle Geschichten zu erzählen, getragen werde. In einigen Rezensionen zur ersten Auflage wurden außerdem die Strafpunkte als zu hoch und dadurch frustrierend empfunden.

## Entstehung des Spiels
Eselsbrücke ist das mittlerweile vierte Spiel, das aus der Zusammenarbeit der beiden Autoren Stefan Dorra und Ralf zur Linde entstanden ist. Ihr erstes gemeinsames Spiel Ranking erschien 2010 bei Hans im Glück; in diesem Spiel sind Bilderplättchen ebenfalls ein wesentliches Spielelement.
In einem Artikel zur Entwicklungsgeschichte von Eselsbrücke (siehe Weblinks) schrieb Autor Ralf zur Linde, dass er die Grundidee für das Spiel bereits 2007 hatte. Im ursprünglichen Konzept wurden die „Eselsbrücken“ jedoch nur aus zwei Begriffen gebildet, die anschließend als verdeckter Stapel auf den Tisch gelegt wurden. Wurden 20 bis 30 solcher Stapel gebildet, folgte eine zweite Spielphase, in der die Spieler reihum das oberste Plättchen eines Stapels aufdecken und das jeweils andere Plättchen nennen mussten. Das Spiel erwies sich in der Form jedoch als zu einfach. 2009 stellte zur Linde sein Spielkonzept Stefan Dorra vor; er hatte die Idee, die Anzahl der verwendeten Begriffe zu erhöhen. Auch die Auflösung der Eselsbrücken durch alle Spieler sowie das Verschmelzen der ursprünglich getrennten Spielphasen in ein Rundenkonzept entstanden aus der gemeinsamen Weiterentwicklung. Auf der Spiel '09 in Essen präsentierten die Autoren ihr Spiel Thorsten Gimmler, ebenfalls Spieleautor und seit 2005 Produktmanager bei Schmidt Spiele; dieser bot ihnen bereits einige Wochen später einen Lizenzvertrag an. Während der folgenden redaktionellen Überarbeitung wurde unter anderem die bis dahin für die Punktezählung verwendete „Kramerleiste“ durch eine „praktikablere“ Zählung mittels der erratenen Begriffsplättchen ersetzt. 2010 verpflichtete Schmidt Spiele Michael Menzel für die grafische Gestaltung und beschloss ferner, die Zahl der Bildplättchen von ursprünglich 120 auf 180 zu erhöhen. Die Vorstellung des Spiels erfolgte schließlich Anfang 2011 auf der Nürnberger Spielwarenmesse.